# Wing Commander II: Vengeance of the Kilrathi
Wing Commander II: Vengeance of the Kilrathi est un jeu vidéo de combat spatial développé et édité par Origin Systems, sorti en 1991 sur DOS et Amiga. Le jeu a été accompagné par trois extensions : Speech Accessory Pack (1991), Special Operations 1 (1991) et Special Operations 2 (1992).

## Accueil
| Wing Commander II |      |       |
| Média             | Nat. | Notes |
| Dragon Magazine   | US   | 5/5   |